# Parafia św. Bartłomieja w Zeńboku
Parafia pw. Świętego Bartłomieja w Zeńboku – parafia rzymskokatolicka należąca do dekanatu ciechanowskiego zachodniego, diecezji płockiej, metropolii warszawskiej. 